# 松丸幸太郎
松丸 幸太郎（まつまる こうたろう、12月12日 - ）は、日本の男性声優。ぷろだくしょんバオバブ所属。大分県出身。

## 人物
資格は普通自動車免許、漢字検定準2級。
特技はバスケットボール、ウォーキング。趣味はカラオケ、ネットサーフィン、ランニング、漫画、散歩、インターネット鑑賞、パソコンなどのジャンク修理。
方言は大分弁。

## 出演

### テレビアニメ
2009年
- かなめも（小学校の先生）
- バトルスピリッツ 少年激覇ダン（友人）

2011年
- 世界一初恋（店長） - 2シリーズ
- 忍たま乱太郎（2011年 - 2014年、侍、雑兵、忍術塾の塾生C）
- フラクタル（ダイダラ、友人、セキュリティポリス、壮年のリーダー）
- 名探偵コナン（客）

2012年
- クレヨンしんちゃん（2012年 - 2023年、男性E、番組スタッフB、大学生A、店員B、店長）

2013年
- フォトカノ（B組男子）

2014年
- アルドノア・ゼロ（パイロット）
- 繰繰れ! コックリさん（クラスメイト）
- ドラえもん（テレビ朝日版第2期）（2014年 - 2017年、店員、男〈弟〉）

2020年
- number24（靖也の父）

### OVA
- 聖闘士星矢 THE LOST CANVAS 冥王神話（2009年、冥闘士）
- 装甲騎兵ボトムズ 幻影篇（2010年）
- 史上最強の弟子ケンイチ（2013年、村人）※単行本第53巻OVA付き特装版

### 劇場アニメ
- 劇場版 世界一初恋 〜横澤隆史の場合〜（2014年、ブックスまりもの店長）
- 映画ドラえもん のび太と空の理想郷（2023年、牧場スタッフ）

### Webアニメ
- アニメで分かる心療内科（2015年、父、男性職員、弟子、オタクC、M男、男）

### ゲーム
- タワー オブ アイオン（2009年）
- ぱすてるチャイムContinue（2010年、倉沢篤胤）
- ラングリッサー シュヴァルツ（2011年、ルシス、シャックス 他）
- ファイナルファンタジーVII リメイク（2020年）

### ドラマCD
- いつか天魔の黒ウサギ2 〜<<月>>が昇る昼休み〜（クラスメイト）
- グラール騎士団 復讐するは彼にあり（生徒）
- BLEACH ドラマCD 12「ディスノミア」

### BLCD
- 愛と欲望は学園で5（生徒）
- 運命は僕の隣（生徒）
- キッズログ（警察の人）
- 八月七日を探して（男子部長、同級生2）
- プリティ・ベイビィズ・2（矢木沢）

### ラジオドラマ
- VOMIC ǝnígmǝ【エニグマ】（崇藤タケマル）

### 吹き替え

#### 映画
- 裏切りの戦場 葬られた誓い
- グースバンプス モンスターと秘密の書（バード）
- センター・オブ・ジ・アース
- ボーダー・ラン
- ミス・メドウズ 〜悪魔なのか? 天使なのか?〜（ダニー）

#### ドラマ
- iCarly
- アンフォゲッタブル 完全記憶捜査
- ガール・ミーツ・ワールド（ファークル・ミンカス）
- KING兄弟（トリスタン）
- サム・アセンブリーティーンエイジャーCEO（ローガン）
- シェキラ!（ハワード）
- やってないってば!（スティーヴィー）
- ライ・トゥ・ミー 嘘は真実を語る

#### アニメ
- あぁ、レイモンド!（ビビアン）
- アドベンチャー・タイム
- アルティメット・スパイダーマン（ライノ、アレックス）
- MTV EXIT presents INTERSECTION（メイの父親）
- ギャラクシーレーサー スキャン2ゴー（モンキー）
- すすめ!オクトノーツ（アントン）
- ドックはおもちゃドクター（エッギー、カール）
- なんだかんだワンダー（小さなエイリアン、男1）
- NINJAハットリくんリターンズ（係員、獣医、客 他）
- ボージャック・ホースマン（チャーリー・スチュアート、ナメクジ男 他）
- ムークのせかいりょこう（シドニー、ジョー、スティーブ）

### ボイスオーバー
- アンソニー世界を駆ける コンゴ
- 世界おもしろCM大賞
- BS世界のドキュメンタリー 世界のサッカー事情”不屈のライオン”に未来を託して〜カメルーン〜
- 三菱i-MiEV 誕生の舞台裏

### 映画
- I am ICHIHASHI 逮捕されるまで（テレビの声）

### CM
- クレヨンしんちゃん ガチンコ!逆襲のロボとーちゃん（特報CM）
- マクドナルド（社内用CMナレーション）